# Молин Нуово (Пистоја)
Молин Нуово је насеље у Италији у округу Пистоја, региону Тоскана.
Према процени из 2011. у насељу је живело 169 становника. Насеље се налази на надморској висини од 18 м.